# Eustache Scrubb
Eustache Clarence Scrubb (en anglais : Eustace Clarence Scrubb) est le cousin de Peter, Susan, Edmund et Lucy Pevensie, dans la série de romans Les Chroniques de Narnia, de Clive Staples Lewis.
Il apparaît dans trois des sept tomes : L'Odyssée du Passeur d'Aurore, Le Fauteuil d'argent et La Dernière Bataille et est le personnage principal des deux derniers.

## Biographie fictive

### L'Odyssée du Passeur d'Aurore
Dans L'Odyssée du Passeur d'Aurore, où il apparaît pour la première fois, Eustache est un personnage déplaisant. Il est moqueur, prétentieux, et ne parvient pas à s'entendre avec qui que ce soit. Pour ses cousins Edmund et Lucy, il est très désagréable d'avoir à passer les vacances avec lui. Lorsque les trois enfants sont propulsés dans le monde de Narnia, à bord du navire Passeur d'Aurore, il se montre horrible, plaintif, égoïste, craintif et lâche, incapable de vivre en société. Arrivé sur l'île du Dragon, il abandonne ses compagnons de voyage et part explorer l'intérieur de l'île. Il y découvre le trésor d'un dragon, trésor qu'il a l'intention de dérober. Mais sa soif de l'or le transforme et il est victime d'une malédiction : il devient lui-même un dragon. C'est alors qu'il prend conscience de son mauvais comportement et change progressivement au contact de ses compagnons de voyage qu'il a retrouvés. Lorsqu'il redevient humain, grâce au lion Aslan, il a véritablement changé.
À partir de ce moment, il prend pleinement part à la quête des autres héros, et se révèle intelligent et sensible. Il apprend également le courage aux côtés de ses cousins. Il se distingue notamment lors d'un combat contre un serpent de mer, où il n'hésite pas à se ruer, épée au poing, sur le monstre, ce qui est vu comme un exploit même s'il ne parvient qu'à briser l'épée.
À la fin de l'ouvrage, Aslan sous-entend qu'Eustache reviendra dans Narnia.

### Le Fauteuil d'argent
Au début du Fauteuil d'argent, on découvre l'école d'Eustache, l'établissement expérimental. Une école où règnent en maître les « durs », les fourbes, les plus grands et les plus violents. Tous les autres sont persécutés, à moins qu'ils ne se plient à la volonté des « caïds ». On apprend qu'Eustache a changé de camp après sa transformation à Narnia. De soumis et traître qu'il était, il fait maintenant partie de ceux qui tentent de tenir tête à cet ordre injuste, mais sont alors violemment persécutés et moqués.
Le second séjour d'Eustache à Narnia l'entraîne dans les terres désolée du nord du monde de Narnia, à la recherche d'un prince héritier mystérieusement disparu. Dans sa quête, Eustache est accompagné d'une de ses camarades de classe, Jill Pole, qui vient pour la première fois à Narnia, ainsi que de Puddlegum, un spécimen d'une créature narnienne appelée « touille-marais ». Avec l'aide de ses amis, il mène à bien sa mission en faisant preuve de courage et de sagesse.

### La Dernière Bataille
Dans La Dernière Bataille, Eustache et Jill sont brusquement propulsés à Narnia, à la suite de l'appel du dernier roi de Narnia, Tirian. Aidés des quelques alliés du roi, ils combattront vaillamment jusqu'à la dernière heure. Encore une fois, Eustache fait preuve de courage et d'habileté aux armes. Ses qualités pratiques, son côté détendu et même « philosophe » sont mis en avant.
On apprend également qu'il fait partie des « Sept amis de Narnia », les humains qui ont vécu des aventures dans le monde de Narnia. Avec ses amis, il assiste à la fin de ce monde et au début de « la grande Histoire ».